# The Lost Paradise
The Lost Paradise er en amerikansk stumfilm fra 1914 af J. Searle Dawley.

## Medvirkende
- H. B. Warner som Reuben Warren.
- Catherine Carter som Margaret Knowlton.
- Mark Price som Andrew Knowlton.
- Arthur Hoops som Ralph Standish.
- Rita Stan som Nell.